# Крушение «Sea Diamond»
Крушение круизного судна «Sea Diamond» — морская катастрофа, произошедшая 5 апреля 2007 года вблизи острова Тира. Круизное судно «Sea Diamond» с 1586 людьми на борту врезалось в риф и затонуло спустя 14 часов 30 минут. Катастрофа случилась в первый день плавания.

## Погибшее судно

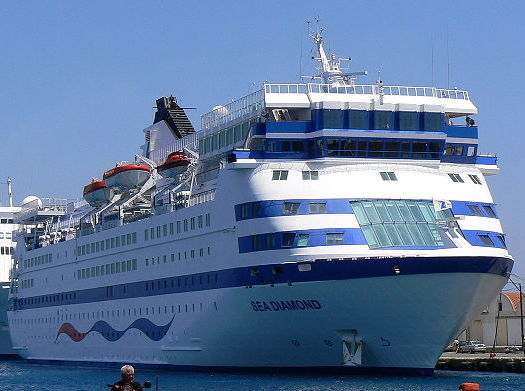
«Sea Diamond» в Родосе за несколько месяцев до крушения

Одиннадцатипалубное круизное судно «Sea Diamond» принадлежало судоходной компании «Louis Hellenic Cruise Lines». Корабль был спущен на воду в 1985 году в Хельсинки тогда оно называлось «Birka Princess». Длина корабля составляла — 143 метра, а ширина 25 метров. На нём могло путешествовать 1537 пассажиров. В период с 1990 по 2003 год судно совершало самые длинные круизы по Балтийскому морю в летний сезон. На его строительство было потрачено 5 900 000 евро.

## Хронология крушения

### Начало путешествия и столкновение с рифом (12:00-15:30)
5 апреля 2007 года «Sea Diamond» вышел из порта Ираклиона около 12:00 и направился к острову Тира. На его борту было 1195 пассажиров и 391 член экипажа. В 13:00, через час после выхода в открытое море, случились неполадки в одном из четырёх дизельных двигателей. Четвёртый дизельный двигатель благополучно выключили и продолжили путь на трёх. В 15:00 экипаж «Sea Diamond» решил отремонтировать неисправный двигатель, прибыв в залив Тиры. Для ремонта судно было поставлено в удобное, закрытое от ветра место между островами Тира и Неа-Камени. В 15:30 «Sea Diamond» столкнулся с рифом, который не был отмечен на лоции. Из-за этого «Sea Diamond» начал тонуть с дифферентом на нос и креном на правый борт.

### Обстановка на борту (15:30-15:40)
Сразу после столкновения начались сплошные странности: по кораблю не была объявлена тревога, аварийные переборки не были задраены, по крайней мере до того, как пассажиры покинули судно. Из третьей нижней палубы, на уровне которой была пробоина, люди (в основном это был обслуживающий персонал корабля) вышли в абсолютно сухой одежде, хотя потом в один голос утверждали, что пробирались по грудь в воде. Одна из пассажирок Кати Самнер вспоминает:
Я была в каюте, когда все произошло. Был сильный удар, корабль накренился, а посуда полетела на пол. Я полагала, что в таких случаях должна заработать какая-то сирена. Но вместо этого по коридору бегал стюард, стучал в двери и орал «спасательные жилеты, спасательные жилеты». Мы ничего не успели взять с собой. Выскочили, кто в чём был"— Кати Самнер
Сначала вода быстро затапливала коридоры и каюты, а ближе к вечеру скорость затопления судна уменьшилась. Пассажир Том Гатч вспоминал:
Я услышал звук удара, очень сильного удара. Вышел из каюты и увидел, что вода течёт по коридору. Тут я подумал, что надо бы вернуться в каюту и взять спасательный жилет, но потом увидел, что вода уже поднялась мне по щиколотку и рассудил, что на это уже нет времени, — и побежал. Куда побежал — на пятую палубу, вверх. Хотел посмотреть, все ли в порядке с моей женой. А там, на пятой палубе, вообще ещё никто не знал, что судно тонет".— Том Гатч

### Эвакуация (15:40-18:40)

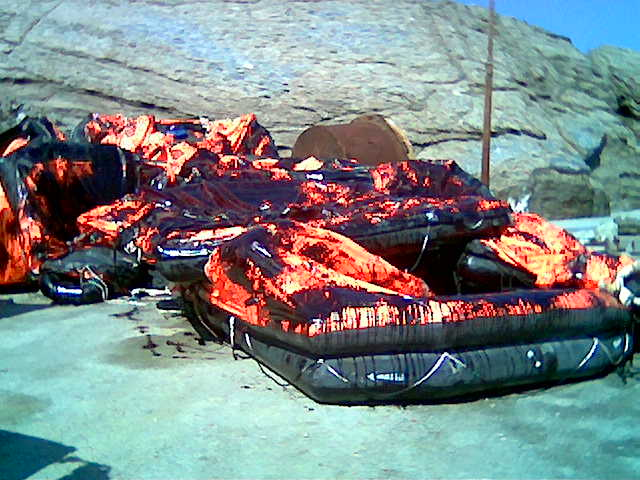
Спасательные плоты «Sea Diamond»

В 15:40 началась эвакуация пассажиров. Поступающая вода вызвала крен корабля 12 градусов на правый борт, но стабилизировалась после закрытия переборок. Люди были в панике, женщины кричали, а некоторые пассажиры и вовсе дрались за спасательные жилеты. Во время эвакуации одними из первых спасали детей. На судне было много детей младше 18 лет, — сообщила преподаватель Тиффани Гиттенс из Нью-Йорка. Команда лайнера не растерялась и действовала довольно оперативно. По словам очевидцев событий, большинство пассажиров сохраняли спокойствие. Правда, некоторым все же не удавалось держать себя в руках, ведь пассажиров было очень много и спасатели не могли эвакуировать всех сразу. В 16:00 к терпящему бедствие лайнеру сразу же отправили 12 спасательных лодок, 6 морских спасательных вертолётов, 2 военных самолёта С-130 и 4 военных корабля. Некоторые члены экипажа оставались на борту лайнера всю ночь, чтобы держать его на воде. Спасательная операция началась примерно в 16:10. В 16:35 удалось наладить высадку пассажиров на спасательные шлюпки, волнами неуправляемое судно прибило к скалам, как раз тем местом кормы, с которого шла эвакуация. В 16:56 спасателям пришлось экстренно перегруппировывать силы и открывать трап с другого борта, а лайнер тем временем опять понесло в море. В 18:40 была спущена последняя шлюпка и эвакуация была завершена. В итоге она заняла более 3 часов.

### Последние минуты до потопления (18:40-6:00)

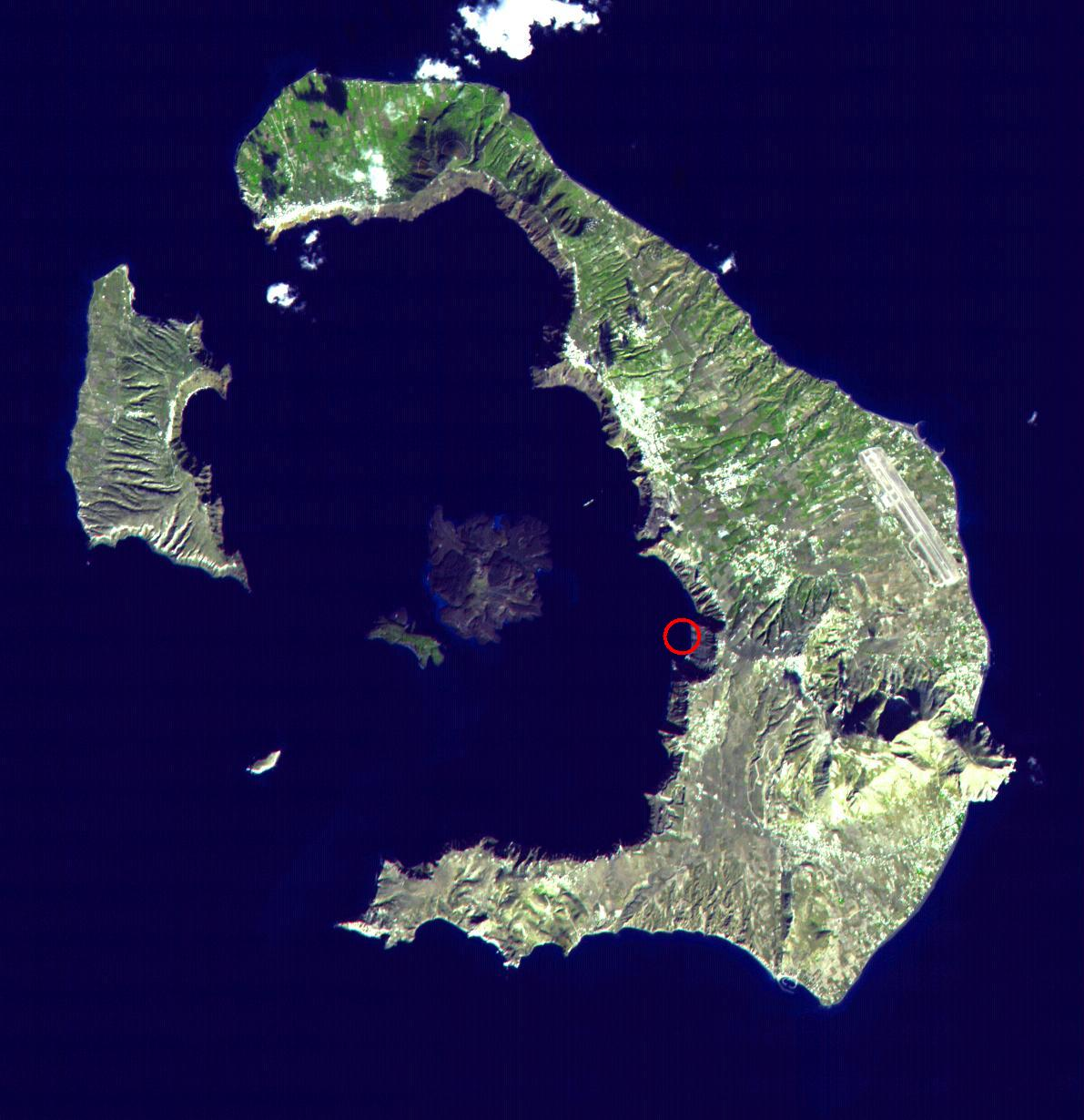
Место катастрофы

В 18:50 начался поиск 2 пропавших без вести это были 45-летний французский турист Жан Кристоф Аллен и его 16-летняя дочь Мод. Выжившая мать семейства рассказала, что ей удалось покинуть каюту, почти полностью заполненную водой. Что стало с её мужем и дочерью, она не знает. Ситуация ухудшалась тем что «Sea Diamond» продолжал тонуть. Это сопровождалось все более усиливающимся грохотом бьющегося стекла, падающей мебели, тысяч предметов в ресторанах, кухнях и салонах. Специалисты говорили что в этих местах глубина впадины может достигать 300 метров. В это время крен на правый борт составлял 45 градусов. Несколько сотен греческих спасателей и два десятка буксиров в течение 12 часов боролись за живучесть круизного лайнера «Sea Diamond». В 23:34 стало ясно, что 140-метровый корабль неминуемо перевернётся и затонет, его попытались отбуксировать на мелководье. Но это не получилось. В 3:36 «Sea Diamond» перевернулся и все надстройки оказались под водой на поверхности было видно днище корабля и его два винта. В 5:58 судно пошло ко дну с дифферентом на корму.В 5:59 кормовая часть полностью была под водой. Над водой возвышался бульб корабля и маленькая часть носа. Судно окончательно затонуло в 6:00 6 апреля 2007 года. Скорее всего находясь под водой судно разломилось на две части поскольку корма и нос оказались на абсолютно разных глубинах. Корма корабля лежит на глубине около 180 метров, а нос лежит на глубине около 62 метров.

## После катастрофы

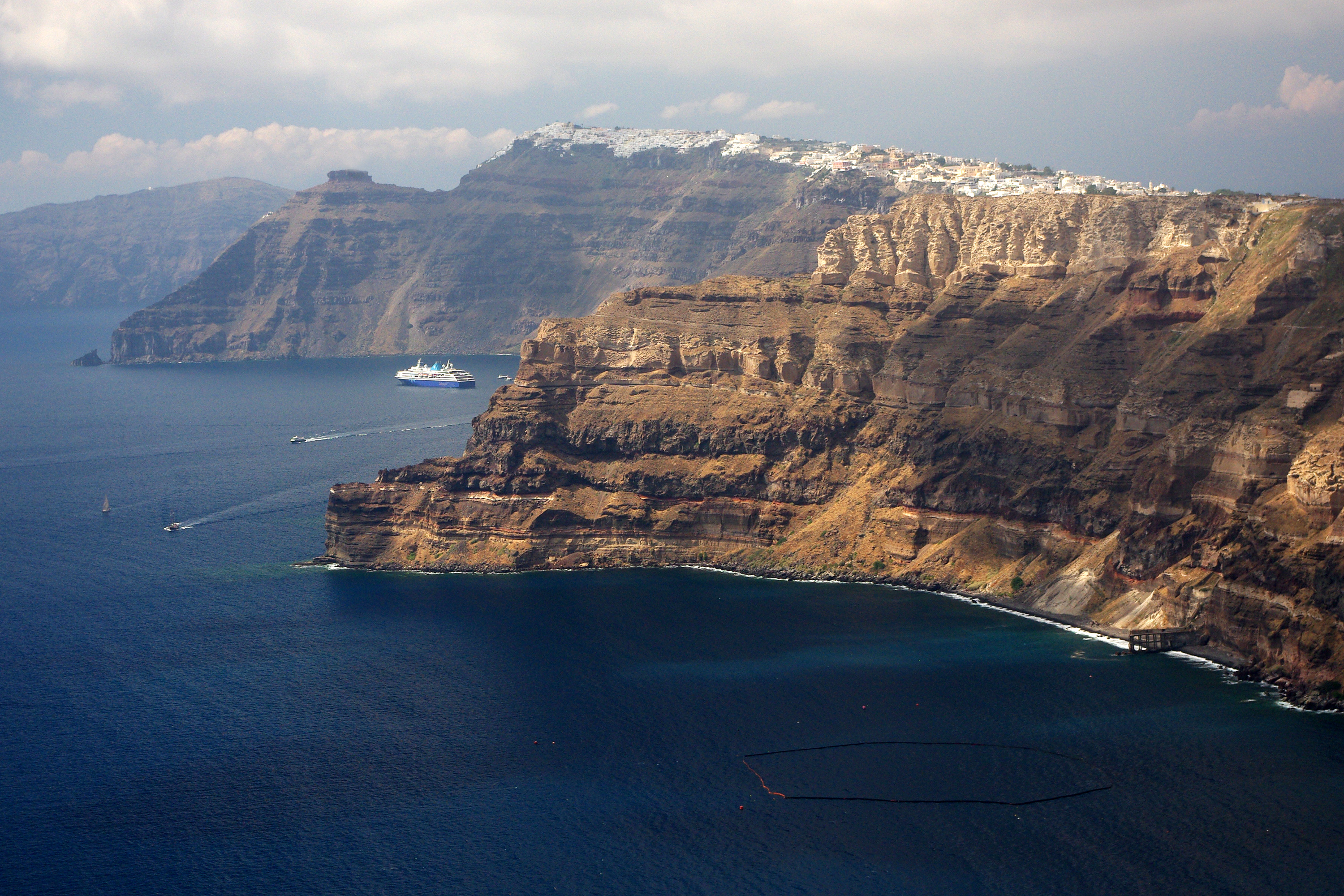
Место крушения в 2015 году

Все выжившие были размещены в гостиницах Тиры. Им сказали что в пятницу, 6 апреля, за ними прибудут два других круизных лайнера «Эйджиан II» и «Перла» компании «Louis Hellenic Cruise Lines», которой и принадлежал затонувший «Sea Diamond». Как сообщало ИТАР-ТАСС, около 400 человек в пятницу утром были отправлены автобусами в Афинский международный аэропорт. Вторая группа прибудет в Пирей позднее. После этого они отправятся на родину. Власти занимались проблемой паспортов, так как многие туристы, эвакуированные с судна, не успели забрать документы, деньги и вещи. Несколько пассажиров «Sea Diamond» решили остаться на некоторое время на Тире, боясь снова садиться на корабль. Часть туристов со злополучного лайнера осталось в Афинах, так как их туры предусматривали это после посещения греческих островов.
6 апреля водолазы осмотрели место крушения, чтобы собрать информацию о текущем местонахождении корабля и найти пропавших пассажиров, но осмотр каюты не дал результатов. Позже в тот же день местный губернатор извинились перед французской семьей за пропажу родственников. Чёрный ящик, содержащий записи разговоров перед катастрофой, был обнаружен 15 апреля, а тела двух пропавших без вести человек так и не были найдены.
Жители Тиры требовали, чтобы «Sea Diamond» был поднят со дна. Но в 2011 году Греческое правительство исключило возможность такой операции из-за её слишком высокой суммы стоимости, и заявило, что расходы на подъём корабля в размере 150 миллионов евро должны лечь на плечи страховщиков и компании, владевшей судном. В октябре 2017 года Министерство торгового флота Греции объявило, что затонувший корабль будет поднят из соображений экологии и навигации.